# Associazione Sportiva Livorno Calcio 1996-1997
Questa pagina raccoglie le informazioni riguardanti l'Associazione Sportiva Livorno Calcio nelle competizioni ufficiali della stagione 1996-1997.

## Stagione
Nella stagione 1996-1997 il Livorno disputa il girone B del campionato di Serie C2, dove raccoglie 67 punti con il secondo posto in classifica, dietro la Ternana che sale direttamente in Serie C1, per il secondo posto disponibile il Livorno supera nel doppio confronto di semifinale il Giorgione, e poi la Maceratese in finale al "Giglio" di Reggio Emilia, salendo così di categoria. All'inizio della stagione in panchina siede Francesco Paolo Specchia, ma il torneo si conclude in gloria con Paolo Stringara. Protagonisti della stagione amaranto, i due attaccanti Enio Bonaldi autore di 21 reti, 19 in campionato, nel quale ha vinto la classifica marcatori del girone B, e 2 in Coppa Italia, e Davide Cordone, con 13 reti, delle quali 2 centri in Coppa Italia e 11 reti in campionato. Nella Coppa Italia di Serie C i labronici eliminano il Ponsacco nel primo turno, poi nel secondo sono eliminati dalla Carrarese.

## Risultati

### Serie C2 girone B

#### Girone di Andata
| Arbitro: | Calabrese (Avezzano) |

|           |           |  |
| Spilli 9’ | Marcatori |  |

| Arbitro: | D'Agostini (Frosinone) |

|                       |           |  |
| Gianguzzo 52’ Ria 82’ | Marcatori |  |

| Arbitro: | Strocchia (Nola) |

|                           |           |                                |
| Cangini 30’ Pazzaglia 59’ | Marcatori | 45’ (rig.) Bonaldi 68’ Marcato |

| Arbitro: | Sputore (Vasto) |

|                                        |           |                                          |
| Morabito 7’, 17’ Bonaldi 20’, 46’, 89’ | Marcatori | 10’ Silvestri 71’ Zanin 90’ Scognamiglio |

| Arbitro: | Cardella (Torre del Greco) |

|            |           |              |
| Aiello 23’ | Marcatori | 50’ Vincioni |

| Arbitro: | Pascariello (Lecce) |

|                                |           |           |
| Gianguzzo 30’ Cordone 79’, 90’ | Marcatori | 23’ Maran |

| Arbitro: | Gregoroni (Napoli) |

|                |           |             |
| F. Lorieri 37’ | Marcatori | 85’ Bonaldi |

| Arbitro: | S. Ayroldi (Salerno) |

|             |           |  |
| Cordone 27’ | Marcatori |  |

| Arbitro: | Battaglia (Messina) |

|                         |           |  |
| Olivari 11’ Cordone 33’ | Marcatori |  |

| Tolentino 10 novembre 1996 10ª giornata | Tolentino        | 0 – 0 | Livorno | Stadio della Vittoria\| Arbitro: \| Verrucci (Fermo) \| |
| Arbitro:                                | Verrucci (Fermo) |       |         |                                                         |

| Arbitro: | Ferrarini (Parma) |

|             |           |                  |
| Bonaldi 33’ | Marcatori | 45’ P. Andreotti |

| Arbitro: | Biasutto (Vicenza) |

|  |           |           |
|  | Marcatori | 76’ Cuccu |

| Arbitro: | Borelli (Roma) |

|                         |           |  |
| Cordone 53’ Bonaldi 63’ | Marcatori |  |

| Trieste 15 dicembre 1996 14ª giornata | Triestina         | 0 – 0 | Livorno | Stadio Nereo Rocco\| Arbitro: \| Acronzio (Teramo) \| |
| Arbitro:                              | Acronzio (Teramo) |       |         |                                                       |

| Arbitro: | Raccichini (Voghera) |

|            |           |               |
| Cordone 9’ | Marcatori | 90’ De Blasio |

| Arbitro: | Cardella (Torre del Greco) |

|                       |           |                 |
| Guidi 30’ Pileddu 79’ | Marcatori | 89’ Ramacciotti |

| Arbitro: | Cavuoti (Vasto) |

|             |           |  |
| Cordone 43’ | Marcatori |  |

#### Girone di Ritorno
| Arbitro: | Gabriele (Frosinone) |

|             |           |  |
| Bonaldi 28’ | Marcatori |  |

| Arbitro: | Mandolito (Cosenza) |

|  |           |                                         |
|  | Marcatori | 14’ Bonaldi 41’ Cordone 69’ Ramacciotti |

| Arbitro: | Gazzi (Torino) |

|                                           |           |                            |
| Cordone 48’ Bonaldi 83’, 90’ Vincioni 87’ | Marcatori | 45’ Di Somma 64’ Spagnolli |

| Arbitro: | Strazzera (Trapani) |

|            |           |  |
| Modica 84’ | Marcatori |  |

| Arbitro: | Fausti (Milano) |

|             |           |                       |
| Bonaldi 47’ | Marcatori | 57’ Paoloni 82’ Cento |

| Arbitro: | Paparesta (Bari) |

|            |           |                   |
| Tiberi 19’ | Marcatori | 1’ (aut.) Filippi |

| Arbitro: | Alvino (Salerno) |

|                              |           |                |
| Bonaldi 50’, 68’ Marcato 88’ | Marcatori | 90’ F. Lorieri |

| Arbitro: | Strocchia (Nola) |

|               |           |             |
| Ferazzoli 16’ | Marcatori | 21’ Bonaldi |

| Arbitro: | Pascariello (Lecce) |

|  |           |             |
|  | Marcatori | 26’ Bonaldi |

| Arbitro: | Alban (Bassano del Grappa) |

|         |           |  |
| Ria 38’ | Marcatori |  |

| Pisa 6 aprile 1997 28ª giornata | Pisa             | 0 – 0 | Livorno | Stadio Arena Garibaldi\| Arbitro: \| Rosetti (Torino) \| |
| Arbitro:                        | Rosetti (Torino) |       |         |                                                          |

| Arbitro: | Pozzi (Como) |

|                                                 |           |            |
| Bonaldi 10’, 86’ Nardini 25’ (rig.) Cordone 28’ | Marcatori | 21’ Cavina |

| Arbitro: | Gabriele (Frosinone) |

|            |           |                   |
| Paggio 76’ | Marcatori | 63’ Cuccu 87’ Ria |

| Arbitro: | Saccani (Mantova) |

|             |           |  |
| Cordone 74’ | Marcatori |  |

| Arbitro: | Cossero (Udine) |

|  |           |                             |
|  | Marcatori | 51’ Marcato 64’ Ramacciotti |

| Arbitro: | Pascariello (Lecce) |

|                         |           |  |
| Marcato 38’ Bonaldi 84’ | Marcatori |  |

| Arbitro: | Ferrarini (Parma) |

|                |           |  |
| Scichilone 68’ | Marcatori |  |

#### Playoff
| Arbitro: | Acronzio (Teramo) |

|               |           |                                 |
| E. Baggio 37’ | Marcatori | 16’ (rig.) Morabito 54’ Cordone |

| Arbitro: | Manganelli (Milano) |

|                                            |           |  |
| Ramacciotti 27’ Bonaldi 29’ Gianni Cuc 72’ | Marcatori |  |

| Arbitro: | Sputore (Vasto) |

|                                     |           |  |
| Vincioni 4’ Bonaldi 27’ Cordone 81’ | Marcatori |  |

## Coppa Italia
| Arbitro: | Baglioni (Prato) |

|  |           |                         |
|  | Marcatori | 15’ Cordone 35’ Bonaldi |

| Arbitro: | Sciamanna (Ascoli Piceno) |

|             |           |  |
| Olivari 31’ | Marcatori |  |

| Arbitro: | Zaltron (Bassano del Grappa) |

|                |           |                              |
| Ria 89’ (rig.) | Marcatori | 33’, 34’ Benfari 85’ Matuzzi |

| Arbitro: | Campofiorito (Chiavari) |

|                       |           |                   |
| Gioacchino 30’ (rig.) | Marcatori | 5’, 24’ Gianguzzo |